# Yemane Tsegay
Yemane Adhane Tsegay, né le 8 avril 1985, est un athlète éthiopien, spécialiste du marathon. 

## Biographie
Yemane Tsegay remporte l'édition 2012 du marathon de Rotterdam, ainsi que l'édition 2013 du marathon d'Eindhoven.
En avril 2014, il remporte le marathon de Daegu en 2 h 06 min 51 s.
Lors des championnats du monde 2015, à Pékin, Tsegay remporte la médaille d'argent du marathon, devancé par l’érythréen Ghirmay Ghebreslassie.

### Palmarès
| Date | Compétition           | Lieu    | Résultat | Temps           |
| ---- | --------------------- | ------- | -------- | --------------- |
| 2008 | Marathon de Macao     | Macao   | 1er      | 2 h 15 min 06 s |
| 2009 | Championnats du monde | Berlin  | 4e       | 2 h 08 min 42 s |
| 2013 | Championnats du monde | Moscou  | 8e       | 2 h 11 min 43 s |
| 2014 | Marathon de Daegu     | Daegu   | 1er      | 2 h 06 min 51 s |
| 2015 | Marathon de Boston    | Boston  | 2e       | 2 h 09 min 48 s |
| 2015 | Championnats du monde | Pékin   | 2e       | 2 h 13 min 08 s |
| 2016 | Marathon de Boston    | Boston  | 3e       | 2 h 14 min 2 s  |
| 2016 | Marathon de Fukuoka   | Fukuoka | 1er      | 2 h 08 min 48 s |

### Records
| Épreuve  | Performance     | Lieu      | Date          |
| -------- | --------------- | --------- | ------------- |
| Marathon | 2 h 04 min 48 s | Rotterdam | 15 avril 2012 |